# Ljushuvad snårsparv
Ljushuvad snårsparv (Atlapetes pallidiceps) är en starkt utrotningshotad fågel i familjen amerikanska sparvar. Den förekommer enbart i bergstrakter i sydvästra Ecuador.

## Utseende och läten
Ljushuvad snårsparv är en ljusgrå och vit tätting med en kroppslängd på 16 cm. Ovansidan är ljust brungrå. Gamla hanar kan ha nästan vitt huvud, medan honor och yngre hanar är mer smutsfärgade med rätt otydliga beigefärgade streck på hjässidan och bakom ögat. Undersidan är vit.
Sången är typisk för snårsparvar i Atlapetes, en rätt ljus ramsa med två till sju olika fraser levererade i regelbundna intervaller á sju till 14 sekunder. Den är i princip identistisk med vitvingad snårsparv. Bland locklätena hörs olika ljusa toner från hanen och mörkare drillar från honan.

## Utbredning och systematik
Fågeln förekommer i torra bergstrakter i Anderna i sydvästra Ecuador (Azuay). Den behandlas som monotypisk, det vill säga att den inte delas in i några underarter.

### Familjetillhörighet
Tidigare fördes de amerikanska sparvarna till familjen fältsparvar (Emberizidae) som omfattar liknande arter i Eurasien och Afrika. Flera genetiska studier visar dock att de utgör en distinkt grupp som sannolikt står närmare skogssångare (Parulidae), trupialer (Icteridae) och flera artfattiga familjer endemiska för Karibien.

## Status och hot
Ljushuvade snårsparven har en mycket liten världspopulation uppskattad till endast mellan 160 och 226 vuxna individer. Den är därför upptagen på internationella naturvårdsunionen IUCN:s röda lista över utrotningshotade arter, där listad i kategorin starkt hotad (EN). Mellan 2003 och 2012 ökade den dock i antal tack vare intensiva bevarandeåtgärder och sedan dess har beståndsutvecklingen varit stabil.